# Норт, Анна
Анна Норт (англ. Anna North, род. 1983, Уильямсберг, Виргиния) — писательница, редактор и репортёр, старший репортёр Vox, специализируется на освещении гендерных вопросов.

## Биография
Анна Норт выросла в Лос-Анджелесе и в настоящее время живёт в Бруклине, Нью-Йорк. Прежде чем заняться писательством как профессией на полный рабочий день, она рецензировала фильмы для небольшой газеты в Калифорнии. Она окончила Мастерскую писателей Айовы в Университете Айовы.

## Карьера
Она была постоянным автором и членом редакционной коллегии The New York Times с 2014 по 2017 год и возглавляла раздел «На этой неделе в ненависти».
Она писала или редактировала в нескольких изданиях, в том числе Jezebel, BuzzFeed и Salon.
Её художественные и научно-популярные работы публиковались в San Francisco Chronicle, Glimmer Train и The Atlantic. Она является автором двух художественных книг: «Тихоокеанская Америка» (2011) и «Жизнь и смерть Софи Старк» (2015), получивших литературную премию «Лямбда».
Она писала о Дональде Трампе во время его президентской кампании, когда она была редактором The New York Times, о том, что, как она утверждала, было его «желанием нравиться любой ценой».
Её роман 2020 года «Вне закона» был описан обозревателем NPR Морин Корриган как «Рассказ служанки встречает Бутча Кэссиди и Санденса Кида». Используя образы вестерна, роман рассказывает об альтернативных Соединённых Штатах во время эпидемии гриппа в 1894 году. Главный герой, «преступник» Ада, и её банда исследуют смену гендерных ролей и бросают вызов убеждению, что бездетные женщины — уроды или ведьмы.